# Alexandra Cardinale
Alexandra Cardinale, née le 28 janvier 1976 à Cannes, est une ancienne danseuse au Ballet de l'Opéra national de Paris. 

## Biographie
En avril 2009, sa carrière de danseuse est suspendue pendant cinq années à la suite d'un accident lors d'une répétition, la veille de la première du ballet White Darkness (prise de rôle de la soliste Africa) de Nacho Duato (rupture des ligaments croisés).

### Vie privée
Alexandra Cardinale est la compagne de l'homme d'affaires millionnaire Dominique Desseigne.

## Filmographie
- 1988 : Le Grand Échiquier, Jacques Chancel
- 1989 : Les Enfants de la danse, Dirk Sanders
- 1995 : Sensuelle Solitude, court métrage, Niels Tavernier
- 1999 : Tout près des étoiles, long métrage, Niels Tavernier
- 2006 : Aurore, long métrage, Niels Tavernier
- 2009 : La Danse, long métrage, Frederik Wiseman, délégation officielle Mostra de Venise

## Photographie
- 2003 : Danse, livre d'art, Jacques Moatti
- 2006 : Un pas vers les étoiles, livre d'art, Gérard Uféras
- 2008 : Fairy Tales, Harpers Bazaar US, Jean-Paul Goude pour Galliano, Rykiel, D&G